# Hassan Nouri
Hassan Nouri, né en 1905 en Algérie et décédé le 21 novembre 1939 à Alger, est un militant syndicaliste et nationaliste tunisien qui a participé au mouvement national durant les années 1930. Il s'est particulièrement illustré pour son rôle dans le mouvement syndical tunisien de la deuxième Confédération générale des travailleurs tunisiens (CGTT) et dans l'action nationaliste dans la région de Bizerte.

## Jeunesse et formation
Né en Algérie, Hassan Nouri émigre avec sa famille en Tunisie, dans la ville de Bizerte, comme plusieurs Algériens fuyant à l'époque la sécheresse et les mauvaises récoltes. Il suit une éducation traditionnelle à l'école coranique où il fait la connaissance de Habib Bougatfa qui sera par la suite son compagnon de route.

## Engagement dans le mouvement national
Hassan Nouri prend part à l'agitation nationaliste qui secoue la ville de Bizerte en décembre 1932 dans le cadre des incidents liés à l'enterrement des Tunisiens naturalisés français dans les cimetières musulmans. À la suite de la scission que connaît le Destour au congrès de Ksar Hellal, il prend le parti du Néo-Destour plus revendicatif sous la direction de Habib Bourguiba. Il contribue avec Bougatfa à l'organisation des cellules du nouveau parti dans la région de Bizerte et devient président de sa fédération régionale.
En septembre 1934, dans le cadre des mesures de répression du résident général de France, Marcel Peyrouton, Hassan Nouri est arrêté puis exilé en Algérie, dans la ville d'Annaba (appelée Bône à l'époque). Bénéficiant en effet de la nationalité algérienne, l'interdiction du territoire tunisien lui est appliqué ; il n'est à nouveau autorisé à revenir en Tunisie qu'à la fin 1936.

## Retour d'exil et participation à la CGTT
À son retour d'exil, Hassan Nouri se réinstalle à Bizerte où il fonde une fédération syndicale régionale de la CGTT qui est indépendante de la CGT française. Il devient secrétaire général de cette fédération.
Le 31 juillet 1937, des émeutes ouvrières que Nouri aurait incitées éclatent dans le village de Metline et se traduisent par des affrontements sanglants qui font plusieurs victimes dont un mort parmi les manifestants. Nouri appelle alors à multiplier les grèves et à organiser des manifestations pour protester contre la répression des autorités coloniales et prend une part active dans ces mouvements de protestation. Les autorités françaises procèdent alors à son arrestation et l'exilent à nouveau en Algérie le 7 janvier 1938. Pour protester contre l'exil du dirigeant syndicaliste, une manifestation conduite par Habib Bougatfa est organisée à Bizerte le 8 janvier. La manifestation est durement réprimée avec six morts et une trentaine de blessés.
En exil, Hassan Nouri meurt le 21 novembre 1939 dans un hôpital d'Alger à l'âge de 34 ans.
En son hommage, un boulevard de la ville de Bizerte ainsi que la cité universitaire située à Zarzouna portent son nom.